# 大通寺 (南九州市)
大通寺（だいつうじ）は、鹿児島県南九州市にかつて存在していた臨済宗の寺。

## 沿革
1471年（文明3年）、頴娃氏の初代当主・頴娃兼政が一族の菩提寺として大仲和尚を開山として迎えて建立。伊集院の広済寺の末寺となる。15代当主・頴娃久虎の事故死後、16代当主となった頴娃久音のときに頴娃氏は島津氏により谷山郷山田に移封され、その後は庇護者を失い暫時寺勢衰え、明治時代を迎える前に廃寺となった。
現在跡地には頴娃氏歴代当主の墓・5基と住職の墓・14基のみが残り、南九州市指定の史跡となっている。